# Troubles au Tibet de 1987 à 1993
Les troubles au Tibet de 1987 à 1993 sont une série de manifestations, émeutes et violences qui eurent lieu au Tibet de 1987 à 1993, principalement à Lhassa.
Les  manifestations débutent le 27 septembre. Elles se poursuivent les 1er et 6 octobre 1987 puis reprennent en mars et en décembre 1988, tournant à l'émeute. Les violences entraînent des morts parmi les manifestants et les forces de l'ordre. Du 5 au 7 mars 1989 une nouvelle série de manifestations dégénèrent, durant lesquelles les forces de sécurité tirent sur les  manifestants. Le gouvernement de la région autonome du Tibet décrète la loi martiale à Lhassa le 7 mars 1989. Celle-ci reste en vigueur jusqu'en mai 1990.
Les causes, le déroulement et le bilan de ces troubles diffèrent sensiblement selon qu’on se fie aux sources du gouvernement chinois, à celles du gouvernement tibétain en exil, à celles des observateurs ou à celles des organisations humanitaires. 
Le gouvernement chinois et le gouvernement régional tibétain affirment que les émeutes de Lhassa ont été préparées par des organisations tibétaines en exil, lesquelles ont envoyé des hommes susciter des troubles au Tibet. Selon le frère du 14e dalaï-lama, Gyalo Thondup, les troubles de 1987-1989 furent concoctés par des gouvernements étrangers, allégation que l'historien tibétain Tsering Shakya trouve fascinante mais manquant d'éléments permettant de la corroborer.

## Contexte et causes des troubles

### La libéralisation du pouvoir (1977-1987)
Au milieu des années 1980, le Tibet s’ouvre au tourisme, les voyageurs peuvent entrer en Chine en franchissant la frontière népalaise en de nombreux points, il n’y a plus de contrôle du gouvernement central ni d’obligation de passer par Pékin. Cette ouverture n'a d'équivalent dans aucune région himalayenne ou quasiment. Le secrétaire général du parti communiste chinois, Hu Yaobang, s'est livré à une « auto-critique de la politique chinoise au Tibet », « demandant une plus grande autonomie et proclamant le respect de la liberté de croyance », politique qui est appliquée  par Wu Jinghua, le nouveau premier secrétaire du parti au Tibet. Dès lors, les Tibétains se mettent à afficher publiquement des photos du dalaï-lama. Ils n’ont plus à quémander auprès des étrangers sa photo : après avoir été interdite, elle est désormais vendue ouvertement à des étals dressés devant le Temple du Jokhang à Lhassa. En 1986, Lhassa connaît un événement religieux de premier plan : le rétablissement de la fête de la Grande Prière, ou Monlam Chenmo, interdit depuis 1966, et traditionnellement le plus grand rassemblement de pèlerins tibétains de toute l'année.  L'éviction politique en 1987  puis le décès de Hu Yaobang en 1989 « brisent ce timide élan réformateur »,.

### Origines des manifestations
Pour Baogang He et Barry Sautman, les manifestations à Lhassa intervinrent après que la République populaire de Chine eut fait droit, fin 1986, aux principaux griefs des Tibétains concernant les freins à la pratique religieuse, la migration des Han et autres sujets. Nombre de Tibétains en étaient venus à accepter la place du Tibet dans la Chine et un consensus se dessinait entre Pékin et les élites tibétaines. En réaction, les émigrés et leurs partisans lancèrent une campagne d'internationalisation impliquant le déroulement de manifestations à Lhassa.
Les moines et les nonnes bouddhistes ont joué un rôle de premier plan dans les manifestations pro-indépendantistes (Barry Sautman et Shiu-hing Lo, 1995), entraînant à leur suite un grand nombre de manifestants.
Selon Robert Barnett, en 1987, après que le 14e dalaï-lama eut demandé le soutien politique de l’Occident, la propagande chinoise le condamna en des termes rappelant le début des années 1980, ce qui conduisit à des manifestations et marqua la fin d'une période de concessions. Robert Barnett donne trois incidents ou facteurs décisifs ayant déclenché les manifestations des moines en 1987 : 
- la colère des Tibétains suscitée par les invectives des médias officiels chinois contre le dalaï-lama à la suite de son Plan de paix en cinq points pour le Tibet, un discours prononcé à Washington le 21 septembre 1987 ;
- l'écœurement de nombreux habitants de Lhassa en raison du rassemblement obligatoire du 23 septembre au stade Triyue Trang, où 14 000 personnes durent écouter la sentence de mort de deux Tibétains (décrits comme des meurtriers par le gouvernement chinois[15] mais comme détenus politiques par les exilés tibétains)[16], apparemment une réponse officielle au discours du dalaï-lama. Les condamnés y furent exhibés et leur sentence fut annoncée en forme d’avertissement politique, ils furent exécutés immédiatement[17] ;
- le mécontentement à Lhassa causé par la propagande continuelle et les désagréments entraînés par un marathon organisé par les autorités[18] pour marquer l'intégration du Tibet à la Chine. Les gens ont exprimé dans les manifestations pourquoi ils manifestaient : ils demandaient à être libérés de la loi chinoise et le retour du dalaï-lama[19].

## Chronologie
Les manifestations débutent le 27 septembre 1987, six jours après un discours du dalaï-lama au Congrès américain au cours duquel il propose de faire du Tibet, ramené à ses frontières historiques, une « zone de paix démilitarisée » et trois jours après l'exécution de deux Tibétains devant 14 000 personnes dans un stade de Lhassa.  Elles se poursuivent lors de manifestations de moines et de civils tibétains réprimées par la police en mars 1988, puis en décembre 1988. Du 5 au 7 mars 1989 a lieu une nouvelle série de manifestations, durant laquelle les forces de sécurité tirent sur la foule. Cette violence, « la plus sanglante depuis la fin de la Révolution culturelle », s’accompagne de l'instauration de la loi martiale le 7 mars 1989. Celle-ci reste en vigueur jusqu'en mai 1990,.

### 1987
Fin septembre : Des affiches sont apposées sur les murs de bâtiments officiels et de maisons de Lhassa, par des étrangers selon des témoignages crédibles.
27 septembre : Le matin du 27 septembre 1987, un groupe de 20 à 30 moines nationalistes du monastère de Drepung font plusieurs fois le tour du Jokhang en arborant des drapeaux tibétains faits maison (dont la possession est interdite) et en criant des slogans indépendantistes, sans que la police n'intervienne. Ils sont rejoints par 150 à 200 autres personnes et, après avoir été harangués devant le temple, tous marchent sur le siège du gouvernement de la Région autonome. Un peu avant d'arriver à celui-ci, ils sont arrêtés par la police. Selon des témoins, les arrestations sont accompagnées de coups. Selon Human Rights Watch, le comportement des manifestants est totalement non violent,. L'agence Chine Nouvelle, pour sa part, accuse les protestataires d'avoir frappé et blessé plusieurs agents de police qui essayaient de maintenir l'ordre. Vingt-quatre policiers furent blessés et deux véhicules détruits. Selon le Tibetan Youth Congress, depuis cette manifestation, les Tibétains en exil commémorent le 27 septembre comme « journée noire ».
1er octobre : Quelque 300 personnes, sous la conduite de 20 moines du monastère de Sera, tournent trois fois autour du Jokhang en criant des slogans indépendantistes et en demandant la libération des manifestants du 27 septembre. 50 à 60 manifestants sont frappés, arrêtés et conduits dans les locaux de la police tibétaine,. Selon Robert Barnett, plusieurs religieux sont couverts de sang. Un touriste américain détenu pour avoir pris des photos des bastonnades affirme avoir vu dans le poste de police un policier frapper la tête des moines avec une pelle. Une foule de 2 000 à 3 000 personnes se masse devant l'immeuble de la police faisant face au Jokhang, exigeant la libération des manifestants arrêtés. Lorsque des policiers en civil installés sur le toit du Jokhang se mettent à photographier les manifestants, ils sont rossés par des Tibétains. Une pluie de pierres s'abat sur le poste de police puis la foule met le feu aux véhicules de police et à la porte d'entrée du commissariat pour pouvoir y pénétrer. Lorsque des renforts arrivent avec les pompiers, ceux-ci sont repoussés par des jets de pierres. De jeunes moines de Sera s'introduisent dans l'immeuble et, dans la confusion, la plupart des manifestants arrêtés s'échappent. Ayant pris position sur les toits, des membres de la police (dont certains sont des Tibétains de souche) commencent à tirer sur la foule. Des renforts de police essaient de dégager les abords de l'immeuble en feu par des tirs, tuant un manifestant. Jusqu'au lendemain matin, le commissariat incendié est livré au pillage de ses archives. Des observateurs estiment que 13 Tibétains furent tués et 13 autres grièvement blessés. Aucun n'était armé. Un porte-parole chinois devait affirmer par la suite que des Tibétains s'étaient emparés d'armes à feu appartenant à des policiers. Robert Barnett indique que cette « assertion fut démentie par des rapports indépendants ». Ces rapports ont été présentés au Nations unies, illustrés par des photographies de policiers tirant sur la foule.
Selon le TCHRD, des représentants du gouvernement régional viennent haranguer les personnes détenues dans la cour du commissariat pour les convaincre de renoncer à manifester, sans résultat. Des coups de feu sont alors tirés, un moine tibétain de Séra, Lobsang Deleg, 25 ans, est tué, deux civils tibétains sont blessés. Des agents de police tibétains se mettent parmi les personnes arrêtées pour empêcher d'autres tirs. Cependant, en entendant les coups de feu, les manifestants deviennent violents. Des femmes et des enfants jettent des pierres à la police tandis que d'autres incendient les véhicules de police. Les manifestants mettent le feu à des tables en bois à l'extérieur du commissariat qui prend feu. S’inquiétant au sujet des détenus, Champa Tenzin et Buchung tentent de les sauver. Buchung reçoit une balle et meurt, Champa est brûlé au bras. Des policiers sur le toit du commissariat tirent. Douze personnes sont tuées, et de nombreuses autres blessées.
Un certain nombre de touristes étrangers furent témoins des violences. Leo Schadeberg, un photographe indépendant originaire de Londres, rapporte que la police commença à tirer des coups de pistolets après que des manifestants eurent occupé un bâtiment dans la rue menant au commissariat. Il vit un Tibétain touché à la jambe, et plus tard des taches de sang à l'endroit ainsi qu'ailleurs sur la place. Il apprit plus tard qu'un adolescent avait été touché à la tête. Il indique aussi avoir vu des moines lapider, du haut du Jokhang, des Chinois venus photographier les manifestants, ainsi que des femmes apporter des paniers remplis de pierres aux manifestants.
L'agence gouvernementale Chine Nouvelle fait état de 6 tués, vraisemblablement parmi les forces de l'ordre, et de 19 blessés graves dans leurs rangs. Des émeutiers auraient pris leur arme à des policiers et tiré sur les agents de police, lesquels avaient suivi l'ordre venu d'en haut de ne pas ouvrir le feu,. Selon le livre Authenticating Tibet (2008), 43 véhicules furent détruits ou brûlés et le commissariat de police du Barkor fut réduit en cendres.
3 octobre : L'accès aux monastères est interdit et le couvre-feu instauré. Des batailles au corps à corps ont lieu entre moines et forces de police sur le toit du Jokhang.
6 octobre : Un groupe d'environ 100 Tibétains rassemblés au monastère de Drepung — que l'on pense être des moines bouddhistes vêtus d'habits civils pour tromper la vigilance de la police — marchent sur les locaux du gouvernement de la région autonome à Lhassa, le poing levé et en psalmodiant le nom du dalaï-lama. À leur arrivée, une soixantaine sont arrêtés sans opposer de résistance, fouillés et emmenés par camion par des éléments des forces de sécurité. La frontière népalaise est fermée pour empêcher les Tibétains de gagner Lhassa depuis le Népal et s'y livrer à des manifestations indépendantistes.
7 octobre : Le dalaï-lama appelle à poursuivre manifestations et désobéissance civile au Tibet pourvu qu'elles soient pacifiques.
8 octobre : Ordre est donné aux journalistes occidentaux de quitter le Tibet sous 48 heures. La police donne aux Tibétains ayant pris part aux manifestations jusqu'au 15 octobre pour se livrer. L'Inde demande officiellement au dalaï-lama de s'abstenir de toute activité politique sur le sol indien.
16 octobre : Deng Xiaoping fait une déclaration publique sur les événements : « Le dalaï-lama et quelques membres du Congrès américain ont créé quelques petits problèmes pour nous ; mais cela n'affectera pas notre situation globale qui est bonne. »
29 novembre : Libération de 80 moines arrêtés la semaine précédente pour avoir exigé que les forces de sécurité quittent le monastère de Ganden. Des escouades armées continuent d'occuper les monastères de Sera et de Drepung, fermés après les troubles du 1er octobre. La Chine affirme qu'une cinquantaine d'étrangers ont pris part aux incidents d'octobre.
15 décembre : une quinzaine de nonnes du monastère de Garu défilent  pacifiquement à Lhassa.

### 1988
21 janvier : Les autorités tibétaines, soucieuses d'obtenir la coopération des moines pour la tenue de la fête du Monlam en mars, libèrent 59 des 80 personnes personnes qui ont été arrêtées pour avoir participé à des manifestations anti-chinoises et indépendantistes à l'automne 1987. Ces libérations avaient été préconisées par le panchen-lama. Une moitié seulement des moines acceptent de participer aux cérémonies à venir,. 
5 mars : Sur l'esplanade du Jokhang, où doit se tenir la cérémonie religieuse marquant la fin du Monlam Chenmo, l'arrestation d'un moine criant des slogans indépendantistes déclenche une manifestation de fidèles qui jettent bientôt une pluie de pierres sur les dirigeants présents,, lesquels se réfugient à l'intérieur du Jokang, dans les pièces réservées aux cadres chargés de surveiller le Temple, où ils se retrouvent prisonniers après que les moines ont fermé les portes. Pour libérer les dirigeants, les forces de police doivent pénétrer dans les locaux de l'équipe de travail au moyen d'échelles de pompiers. Des manifestants jettent de grosses dalles de pierre depuis le toit du Jokhang sur les véhicules de la police armée et sur une station mobile de la télévision de Lhassa qui transmettait en direct le Monlam Chenmo. Des milliers de manifestants parcourent les rues de Lhassa, allumant des incendies, s'attaquant à la police à coups de pierres et de poings et mettant le feu à ses véhicules,. Le policier Yuan Shisheng meurt après avoir été poignardé et poussé dans le vide depuis une fenêtre du 2e étage par des Tibétains ; il y a 328 policiers blessés,,. Outre le commissariat de police, les manifestants s'en prennent au bureau de la branche tibétaine de l'Association bouddhiste dans la rue du Barkhor,. De nombreux magasins et restaurants tenus par des Chinois sont pillés et incendiés. 
Robert Barnett indique qu'un film vidéo montre la police paramilitaire en train de battre des Tibétains avant de les faire monter dans un camion pour les conduire en prison. Une séquence montre un policier utilisant « un bâton avec un long clou saillant à son extrémité ». Robert Barnett estime qu'« une force excessive a été employée ». Un étranger présent au Tibet début mars et resté anonyme affirme qu’au moins 18 moines dont un enfant de 12 ans ont été tués lors des manifestations nationalistes durant cette période.
4 avril : Le panchen-lama déclare que le dalaï-lama peut retourner vivre au Tibet s'il renonce à l'indépendance (jusque-là, la Chine exigeait qu'il réside à Beijing). Il déclare également que les émeutiers qui réclament l'indépendance doivent être punis mais aussi qu'une politique plus libérale en matière de religion et de culture doit être mise en œuvre.
Mai : L'agence Chine Nouvelle rapporte que les forces de sécurité tibétaines ont arrêté 16 moines sous l'inculpation de préparation ou d'exécution d'attentats à la bombe.
Juin : Dans son discours au Parlement européen de Strasbourg le 15 juin, le dalaï-lama se déclare prêt à abandonner sa demande d'indépendance et à céder à la Chine la défense et la politique étrangère du Tibet (l'ensemble formé par la région autonome du Tibet et les zones tibétophones à l'extérieur de celle-ci), en échange de quoi le Tibet conserverait le contrôle de ses affaires intérieures. Le 22 juin, les autorités chinoises réagissent en déclarant qu'elles ne permettront pas une quelconque indépendance du Tibet. Pour elles, le dalaï-lama n'a pas renoncé à son opposition à la souveraineté chinoise ni à ses tentatives pour internationaliser la question. Les Tibétains en exil, de leur côté, sont très mécontents de cet abandon de ce qu'ils appellent l'indépendance historique du Tibet. Toujours en juin, visite à Lhassa de Qiao Shi, membre du  Comité permanent du bureau politique, considéré comme le chef de la sécurité chinoise, c'est lui qui demande aux autorités du Tibet de « supprimer toute dissidence ».
Septembre-octobre : À l'approche de l'anniversaire des manifestations de 1988, un journaliste français, Patrick Lescot, rapporte avoir vu des soldats patrouiller à pied et en camion dans les rues de Lhassa.
Décembre : 
Le 9 décembre 1988, Hu Jintao est nommé en remplacement de Wu Jinghua. Il ne prendra toutefois son poste à Lhassa que le 12 janvier 1989.
Le 10 décembre, selon Pierre-Antoine Donnet, alors que Pékin s’apprête à commémorer la déclaration des droits de l'homme aux Nations unies et marquer pour la première fois cet anniversaire, des drapeaux tibétains et des tracts favorables à l'indépendance s'affichent sur les murs de Lhassa, tandis que ceux de l'université du Tibet se couvrent de caricatures critiquant les cadres chinois venus au Tibet pour s'enrichir. Vers 11h, des dizaines de moines sortent des drapeaux devant des fidèles assemblés sur la place devant le Jokhang. En quelques minutes, les policiers les encadrent, le 1er rang casqué et armé de AK-47 les met en joue et ouvre le feu sans sommation, faisant au moins 12 sont morts et des dizaines blessés. Selon l'agence Associated Press, c'est lorsque la foule se porta au devant des protestataires et commença à jeter des pierres sur la police que celle-ci ouvrit le feu. Christa Meindersma, une Néerlandaise interprète de la Croix-Rouge Suisse, est touchée à l'épaule. Robert Barnett parle de « massacre ». Il affirme que les « déclarations invoquant la légitime défense et des tirs lâchés sans ordre ne sont pas défendables ». Ainsi, sans raison apparente, lors de cette manifestation du 10 décembre, la « police paramilitaire tue par balles, tirées à bout portant, deux moines arborant le drapeau tibétain ». Plusieurs jours durant, la population tibétaine dépose des bougies sur le lieu du drame où des flaques de sang sont encore visibles.
Toujours selon Pierre-Antoine Donnet, le 19 décembre à Pékin, 70 étudiants tibétains de l'Institut central des minorités manifestent en criant « ils ont tué nos camarades ».
Le 30 décembre, à Lhassa, en dépit du décret interdisant dès lors toute manifestation, 500 étudiants manifestent jusqu'au siège du gouvernement régional demandant une « solution pacifique au problème tibétain » et dénonçant la « tuerie de sang-froid » du 10 décembre.

### 1989

#### Prémices
En janvier 1989 au Tibet, le 10e panchen-lama décède d'une crise cardiaque à Shigatse, à l'âge de 50 ans. Le ministère de l'information du gouvernement tibétain en exil affirme que la semaine précédente le prélat avait fustigé la répression au Tibet et demandé une plus grande autonomie.
Après le limogeage de Wu Jinghua, chef du parti communiste de la région autonome du Tibet pour « déviationnisme de droite »,, Hu Jintao le remplace et arrive à Lhassa le 12 janvier 1989. Selon Ronald D. Schwartz, sa nomination signifie la poursuite de la politique de réformes au Tibet. Dès son arrivée, il annonce un ensemble de projets de développement comportant un accroissement des investissements et mettant l'accent sur le développement de l'économie marchande. Le 18 janvier, il en appelle au respect des coutumes et de la religion locales et à la promotion de la langue tibétaine. Deux mois après sa nomination, et contre l'avis de Zhao Ziyang, il fait transférer au Tibet une dizaine de milliers de militaires.

#### Manifestations
Février : Le 3 février, les moines du monastère de Sera hissent le drapeau au lion des neiges au-dessus de leurs bâtiments, où il flotte toute la matinée sans que la police ne réagisse. Le 7 février 1989, le drapeau  nationaliste tibétain flotte sur le toit du Jokhang, et le 20 février, des drapeaux nationalistes et des tracts apparaissent en ce même lieu. Les festivités du Monlam sont annulées.
Les manifestations qui se déroulèrent du 5 au 7 mars 1989 étaient destinées, selon Human Rights Watch, à commémorer la manifestation qui s'était tenue à la fin de la fête de la Grande Prière l'année précédente et qui avait dégénéré en un affrontement violent aboutissant à la mort d'un membre des forces de l'ordre. Pour Human Rights Watch, qui cite les exilés tibétains, tout commence le 5 mars à midi par une manifestation pacifique de 40 personnes faisant le tour du Jokhang. Des agents de police auraient jeté, depuis le toit du commissariat, des bouteilles sur les manifestants, lesquels auraient répondu par des jets de pierres. La police réplique avec des grenades lacrymogènes et des tirs de fusils automatiques. À 2h 30, un millier de Tibétains venus en renfort tentent de faire le tour du Jokhang mais sont dispersés à coups de grenades lacrymogènes. Se regroupant dans la rue de Pékin, ils essuient les charges des forces de l'ordre et refluent sous les lacrymogènes et les tirs d'armes automatiques. Dans leur retraite, ils s'en prennent aux magasins chinois, dont 20 à 25 sont vidés de leur contenu et incendiés. Selon Pierre-Antoine Donnet, dans la soirée du dimanche 5 mars, les rues étaient jonchées de cadavres. Plus de quarante soldats sont blessés et un autre est tué.
Le 6 mars, en fin de matinée, des attroupements se forment dans la rue de Pékin, harcelant les cyclistes, jetant des pierres et brûlant des magasins. Au milieu de l'après-midi, l'hôtel des impôts brûle et plusieurs magasins du quartier du Barkhor sont à l'état de carcasses fumantes. Le bâtiment de la Banque de Chine est pris d'assaut et détruit partiellement ainsi que quatre postes de police. Selon l'agence Chine nouvelle, des émeutiers sont vus, des armes à la main. Des résidents chinois de Lhassa, dont des musulmans sont lapidés. Beaucoup d'étrangers ont vu des Chinois en sang ce jour-là, déclare Chris Helm, un jeune Américain. Les forces de l'ordre commencent à tirer sur les manifestants depuis le toit d'un bâtiment et, en début de soirée, remontent la rue pour faire reculer les manifestants. À 7h 30, elles quittent les lieux, y revenant à 8h 30 pour tirer sur les manifestants réapparus pendant leur absence. Selon Pierre-Antoine Donnet, dans la nuit du 6 au 7, la police mène une chasse à l'homme. Ils frappent aux portes des maisons tibétaines à coup de crosse, s'ensuivent des coups et des cris. Selon les Tibétains, à plusieurs reprises, les policiers tirent à la mitraillette sur les habitants sitôt entrés dans leurs maisons, tuant enfants et parents.
Le 7 mars, les violences ont diminué considérablement. Selon le journaliste Guy Dinmore, les autorités ont abandonné le centre de Lhassa aux manifestants tibétains. À la nuit tombée, un millier de policiers, renforcés par des militaires, prennent position dans le quartier tibétain. Au petit matin, les journalistes étrangers apprennent qu'ils doivent partir de Lhassa. Contactés par téléphone, des touristes font état de nombreuses arrestations et d'un bilan d'une soixantaine de tués et d'une centaine de blessés. Le gouvernement chinois, cité par le journal britannique The Observer, fait état, pour sa part, d'une douzaine de personnes tuées les 5 et 6 mars.
Pour Pierre-Antoine Donnet, ce mois de mars vit se dérouler l'épisode le plus sanglant depuis la fin de la révolution culturelle.

#### Imposition de la loi martiale
Dans la nuit du 7 au 8 mars, le gouvernement de la région autonome du Tibet décrète la loi martiale à Lhassa. Elle comporte les dispositifs suivants : mise en place d'un couvre-feu ; interdiction des meetings, défilés, grèves, pétitions et rassemblements de toutes sortes ; confiscation de toute arme et munition possédée illégalement ; autorisation accordée aux forces de l'ordre d'arrêter tout fauteur de troubles et de prendre toute mesure appropriée contre ceux opposant une résistance et de fouiller toute personne suspecte. De ce fait, le départ des Occidentaux devient impératif des zones concernées (ville de Lhassa, zone à l'ouest de la préfecture de Lhama, comté de Dazi, zone à l'est de la préfecture de Dongga et comté de Duilong Deqing). Guy Dinmore est arrêté dans la nuit du 8 mars à son hôtel. De même que Jasper Becker, journaliste au Guardian, il est interrogé par la police et reçoit l'ordre de partir. Il est traîné dans les rues de Lhassa où il voit les soldats prendre le contrôle de la ville. En vertu de la loi martiale, toute personne se trouvant dans la région de Lhasa doit désormais porter une carte d'identité.
Dans la nuit du 8 au 9 mars, selon Pierre-Antoine Donnet, des milliers de soldats en tenue de combat entrent dans la ville. Des scènes d'arrestation étaient ostensibles, terrorisant la population tibétaine.
Selon Robert Barnett, la police armée chinoise tirant sans discrimination dans le quartier tibétain de Lhassa avait tué jusqu'à 150 Tibétains les trois jours précédents, la loi martiale mit fin à ces massacres.
Tang Daxian, ancien journaliste chinois vivant aujourd'hui à Paris et qui était à Lhassa en 1989, affirme que les forces de sécurité auraient tué 469 Tibétains à Lhassa en 1989, selon un rapport secret qu'il affirme être en sa possession,,,. The Observer affirme que ce chiffre repose sur les documents et vidéos fournis par Tang Daxian. Selon ce dernier, la police de Lhassa reçut l'ordre de son commandant à Pékin, Li Lianxiu, de provoquer un incident. Il affirme aussi que plusieurs milliers de Tibétains furent blessés et 3 000 emprisonnés. Dans son article Events in Lhasa (March 2nd-10th 1989, London, TIN, June 15, 1990), il affirme que les autorités chinoises envoyèrent des agents et des policiers chinois déguisés en moines pour mettre en scène des émeutes, après quoi la police se serait engagée dans une sanglante répression,.
En octobre 1989, le journaliste Guy Dinmore est autorisé à retourner à Lhassa. Il apprend du porte-parole de la police que plus de 400 personnes ont été arrêtées après les émeutes de mars; 63 personnes et une vingtaine de nonnes ont été envoyées sans jugement dans des camps de travail pour une durée allant jusqu'à trois ans. Quelque 320 détenus ont été libérés. 
Le 30 novembre 1989, 11 moines sont condamnés pour indépendantisme à des peines allant jusqu'à 19 ans de prison, pour Ngawang Phulchung lors d'une séance publique à laquelle 1 500 personnes furent forcées d'assister.
En décembre 1989, le dalaï-lama obtint le prix Nobel de la paix pour sa recherche de « solutions pacifiques basées sur la tolérance et le respect mutuel dans le but de préserver l'héritage culturel et historique de son peuple ».

### 1990
Mars : la fête du Monlam est annulée. Les monastères sont autorisés à organiser des cérémonies mais derrière leurs murs. Toutes les grandes cérémonies religieuses sont interdites sauf autorisation spéciale. 
Avril : La loi martiale est levée, la troupe est désormais moins présente dans les rues des grandes villes tibétaines.
Juillet : Le secrétaire général du parti communiste chinois Jiang Zemin se rend en visite officielle dans la province. C'est la première visite d'un secrétaire général depuis celle de Hu Yaobang en 1980. Tout en déclarant que la préservation de la stabilité est la première préoccupation du parti, il insiste sur la nécessité d'une modernisation économique.
21 août : Arrestation de Ngawang Sangdrol, âgée de 13 ans, pour avoir chanté « des chants de liberté » lors du festival tibétain de Norbulingka, elle sera libérée en octobre 2002.

### 1991
26 mai : Affrontements en trois endroits différents de Lhassa, trois jours après le quarantième anniversaire de l'occupation du Tibet par la Chine.
Décembre : Takna Jigme Sangpo anime une manifestation dans la prison de Drapchi et crie des slogans en faveur du dalaï-lama, lors de la visite d'une délégation suisse. Sa peine est prolongée de huit ans,. Considérée par les exégètes comme une victoire politique et diplomatique pour la Chine, la visite du 1er ministre Li Peng en Inde se traduit par l'engagement officiel de celle-ci à contrôler les activités des réfugiés tibétains et par la réaffirmation de sa part que le Tibet est une région autonome de la Chine.

### 1992
4 mars 1992 : La commission des Nations unies sur les droits de l'homme décide de ne pas voter sur un projet de résolution faisant état d'inquiétudes sur la situation au Tibet.

### 1993
L'année 1993 est marquée par des arrestations et des procès politiques en très grand nombre (en proportion, leur nombre représente 80 % des arrestations et peines pour délits politiques en République populaire de Chine cette année-là). Une loi sur la sécurité de l'État est votée, qui doit permettre de démasquer les séparatistes, dont ceux qui travaillent pour des services de renseignement étrangers cherchant à déstabiliser le pays. Des limites sont fixées au nombre de moines et de nonnes pouvant entrer dans les ordres bouddhistes. De plus, on interdit aux moines de se rendre dans les salons de thé, les restaurants et autres endroits où se réunissent les militants politiques.
Janvier : Le maire de Lhassa, Loga, est « démissionné » pour ses prises de position trop peu critiques envers les manifestants. Une première tentative de destitution avait échoué en 1990 du fait du « soutien populaire dont il jouissait à ce moment-là ».
Mai : Les Tibétains organisent une grande marche à travers les nouveaux quartiers de Lhassa pour protester contre les frais de scolarité et les frais médicaux. À l'approche du Barkor, les manifestants réclament aussi l'indépendance, la manifestation est alors « dispersée violemment ».
juin : À Lhasa, une manifestation contre l'inflation dégénère en émeute anti-chinoise qui dure quatre jours . Pour l'éteindre, il faut la présence massive de troupes jointe à des promesses d'intervention sur les prix de la part des autorités. Les émeutiers caillassent les boutiques tenues par les Han et attaquent un  commissariat.
Octobre : Dans la prison de Drapchi à Lhassa, quatorze  nonnes, dont Ngawang Sangdrol et Phuntsog Nyidron, enregistrent clandestinement des chants de liberté. L’enregistrement est distribué dans tout le Tibet. Pour Claude Arpi, directeur du Pavillon tibétain à Auroville (Inde), « Ces chants sont un témoignage des souffrances et de l’agonie des prisonniers politiques tibétains ».  Pour ces chants, elles sont accusées de propagande contre-révolutionnaire et leurs peines sont rallongées de 5 à 9 ans,.

### Bilans

#### Bilan humain
L'universitaire Robert Barnett déclare « la plupart des observateurs indépendants ont témoigné que ces évènements ont commencé pacifiquement » et que la violence a fait suite au tabassage des manifestants et aux tirs par armes à feu de la part de la police. Barnett précise que pour les autorités chinoises, recourir à la force contre les manifestants était légitime car les manifestations étaient des émeutes violentes et que les manifestants « étaient incités par une poignée de séparatistes ». En Chine, il est légal de réprimer les manifestations par la force si elles sont « contre révolutionnaires » ou qu'elles visent à « renverser le gouvernement ou diviser l'État ». Robert Barnett rapporte que des centaines de soldats et de policiers furent tabassés pendant les manifestations de la fin des années 1980 et du début des années 1990 et qu'au moins un fut tué de sang froid, et probablement plusieurs autres.
Barry Sautman mentionne que la police tua des douzaines de personnes et en arrêta des centaines et que les manifestants tuèrent plusieurs policiers et se livrèrent à des agressions et des incendies à l'encontre de civils Han.
À l'époque, Le général Zhang Shaosong fit état de « plus de 600 victimes » tombées lors des 21 « incidents » à Lhassa depuis 1987.
Selon Thomas Laird, au cours des 18 mois qui suivirent l'imposition de la loi martiale, tous les dissidents furent éliminés ; d'après lui, il se serait agi de la part de Hu Jintao d'un geste calculé pour être désigné en 2003 président de la République populaire de Chine. La répression brutale qu'il conduisit durant cette période a valu à Hu Jintao le surnom de « boucher de Lhassa » auprès des militants et sympathisants de la « cause tibétaine »,,.

##### Rapport d'Amnesty International
En 1990, Amnesty International adressa un rapport à la Commission des droits de l'homme de l'ONU (CDH) sur la situation au Tibet. Ce rapport qui décrivait la situation à Lhassa à l’époque des troubles au Tibet en 1989, dénonçait une police inorganisée tirant sans discrimination sur les manifestants, mentionnait l’estimation par une source tibétaine de plus de 60 morts et 200 blessés. Le rapport affirme que plus de 1 000 Tibétains furent arrêtés, et qu’il y eut des exécutions sommaires. D’autres arrestations suivirent en quelques mois. Lors de sa session de 1991, la Sous-Commission de la lutte contre les mesures discriminatoires et de la protection des minorités, exprima, par sa Résolution 1991/10, ses préoccupations au sujet de ce rapport et appela le gouvernement chinois à respecter pleinement les droits fondamentaux et les libertés du peuple tibétain. La sous-commission demanda au secrétaire général de transmettre l’information au CDH. En conséquence, le CDH reçut et étudia lors de sa session de 1992 un document des autorités chinoises et des informations émanant de 7 sources non gouvernementales.
En 1992, la Commission des droits de l'homme reçut et examina la réponse faite par le gouvernement chinois aux accusations du rapport d'Amnesty International (UNDoc.E/CN.4/1992/37, Part B). Cette réponse est la suivante : « Pour le gouvernement chinois, sauvegarder l'unité nationale et interdire les agissements de nature à diviser les nationalités, sont des principes de base auxquels doit se soumettre tout citoyen. Cependant, à partir de l'automne 1987, des séparatistes tibétains soutenus par certaines forces anti-chinoises, ont préparé et exécuté plusieurs émeutes à Lhassa. Réclamant « l'indépendance du Tibet », elles ont attaqué, dévasté, pillé et brûlé nombre d'institutions gouvernementales ; pénétré par effraction dans des magasins ; mis le feu à des édifices publics ; endommagé des écoles et même ouvert le feu sur des policiers et des civils. Ces troubles à l'ordre public, ces menaces pour la vie et les biens des habitants de Lhassa justifient que le gouvernement ait adopté des mesures répressives. Loin d'être une atteinte aux droits de l'homme, ces mesures sont justifiées et indispensables au maintien des droits légitimes des citoyens. Les ministères de la sécurité publique et de la justice de la région autonome du Tibet ont arrêté, pour interrogatoire, 1025 personnes ayant pris part aux émeutes, dont 807 furent relâchées après rappel à l'ordre, 97 firent l'objet de sanctions disciplinaires, 121 furent condamnées selon la loi. Personne ne fut exécuté. ».

#### Bilan politique
Robert Barnett indique qu'au moins cent trente manifestations pro-indépendantistes se sont tenues Au Tibet « y compris dans certaines parties du Kam et de l'Amdo ».
Selon Mary Craig, après le premier soulèvement du 27 septembre 1987, mené par des moines et des nonnes, les autorités chinoises créèrent des brigades anti-émeute entraînées à tirer pour tuer et à battre à mort. Toujours selon elle, au cours des trois années suivantes se mit en place une campagne d'intimidation de torture et de meurtre d'une violence non vue depuis la révolution culturelle. Les autorités chinoises parlaient de « répression impitoyable ». Elle ajoute : devant la terreur, la tentation de céder à la violence constituait un grand risque pour les Tibétains.
En 1992, Chen Kuiyuan remplace Hu Jintao comme dirigeant communiste de la région autonome. Selon Robert Barnett les Chinois ne considèrent plus que l'opposition politique au Tibet est due à  une « poignée de séparatiste » mais relève d'un « problème culturel profondément enraciné ». En 1995, Chen Kuiyuan a déclaré que le « séparatisme est fondé sur la religion tibétaine ». En 1997, Chen Kuiyuan indique que le « bouddhisme est une culture étrangère ».

## Des événements spontanés ou préparés?
Lors des événements de mars 1989, la Chine soutient que des groupes séparatistes étrangers se sont arrangés avec des personnes entrées au Tibet comme touristes pour y introduire des armes en vue des émeutes. Des articles soutiennent que de nombreux Tibétains portaient des armes à feu pendant les violences, qu'un bâtiment en bordure de la Dekyi East Road avait été réquisionné par des manifestants qui l'utilisaient comme poste de tir d'où ils faisaient feu sur la police, les forces de sécurité et les passants.
Le gouvernement de la région autonome du Tibet indique qu'il « détient de nombreuses preuves que les émeutes de Lhasa ont été provoquées par une poignée de séparatistes, à l'instigation de la clique du dalaï-lama ». L'universitaire Robert Barnett considère que cette hypothèse est basée sur « l'idée que les masses tibétaines auraient été satisfaites de leur condition et n'aurait nullement désiré l'indépendance si le gouvernement en exil n'avait pas usé de propagande pour les attirer vers cette idée ». Cet argument est « spécieux » car il présume que les Tibétains voulaient être dirigés par le parti communiste chinois et appartenir à la Chine ; cet argument considère que « l'aspiration au communisme est la condition naturelle du peuple tibétain ». Cet argument n'explique pas « pourquoi il était nécessaire et approprié pour les Chinois d'utiliser la propagande afin que les Tibétains réalisent qu'ils étaient naturellement attirés par le communisme chinois plutôt que par l'indépendance ». Robert Barnett indique, après avoir eu de longs entretiens avec les moines ayant participé aux manifestations, qu'il n'a perçu aucun « signe d'intervention extérieure ». L'escalade a pour origine les 2 000 Tibétains qui ont vu « la police frapper soixante moines » puis les manifestations pour protester contre ces « bastonnades et réclamer la libération des moines arrêtés ».
Dans leur biographie du XIVe dalaï-lama, les auteurs chinois Siren et Gewang affirment que les troubles à Lhassa ont été planifiés au cours de plusieurs réunions organisées notamment par le Congrès de la jeunesse tibétaine, l'Association des femmes tibétaines, le Mouvement pour l'indépendance du Tibet, le gouvernement en exil. Ces réunions étaient centrées sur « l'action concrète à prendre pour parvenir à l'indépendance du Tibet » et « pour mobiliser les 6 millions de Tibétains contre la tyrannie de la Chine ». Selon ces auteurs, en avril 1987, une réunion de haut niveau à Dharamsala a élaboré un plan d'action prévoyant manifestations séparatistes et agitation sociale. Puis le Congrès de la jeunesse tibétaine a envoyé à Lhassa et dans d'autres zones tibétaines des hommes susciter des troubles conjointement avec les séparatistes locaux. En septembre et en octobre, des Tibétains vivant au Népal ont été envoyés au Tibet. 
En 2008, à l'occasion des troubles du mois de mars à Lhassa, l'agence de presse Xinhua devait publier l'affirmation selon laquelle le Congrès de la jeunesse tibétaine avait planifié ces émeutes mais aussi celles de 1987, 1988 et 1989 et y avait participé directement.
S'ils sont d'avis que les manifestations de Lhassa faisaient partie de la campagne d'internationalisation de la question tibétaine lancée par les émigrés et leurs relais, Baogang He et Barry Sautman admettent toutefois qu'il reste à établir si elles ont été commanditées ou inspirées depuis l'extérieur.
Pour Elisabeth Martens, biologiste favorable au gouvernement chinois, les émeutes de 1987 et 1988 ont été préparées par un groupe d'indépendantistes envoyés sous divers prétextes dans la région autonome par le gouvernement tibétain en exil. Ils organisèrent une manifestation qui, de pacifique, dégénéra en bataille rangée avec les forces de l'ordre. Pour l'auteur, derrière ces émeutes il y a les grandes puissances.
Selon le frère du 14e dalaï-lama, Gyalo Thondup, les troubles de 1987-1989 furent concoctés par des gouvernements étrangers. L'historien tibétain Tsering Shakya y voit une fascinante allégation mais trouve que Thondup n'apporte guère d'éléments permettant de la corroborer.

## Réactions

### En Chine
Dans son livre La Tragédie chinoise, publié en 1990, l'homme politique et écrivain Alain Peyrefitte fait état de la réaction d'universitaires chinois, pourtant favorables au Printemps de Pékin, qu'il avait interrogés à l'été 1989 à propos des émeutes de 1987, 1988 et 1989 à Lhasa : « Le Tibet est et restera chinois ! Il est abusif de croire que les émeutes de Lhassa et celle de Pékin soient « un même combat ». ».

### Panchen-lama
Le 29 septembre 1988, selon un article du quotidien China Daily le 10e panchen-lama  déclare qu'il a eu une conversation téléphonique avec le 14e dalaï-lama le 4 avril. Ils ont parlé des émeutes de Lhasa au mois de mars. Le panchen-lama a dit que ce n'était pas dans l'intérêt du peuple tibétain (...) et qu'il espérait que le dalaï-lama userait de son influence pour empêcher de telles violences. Le panchen-lama espérait en outre que le dalaï-lama n'inciterait pas à des troubles depuis l'étranger. Anne-Marie Blondeau, tibétologue française, indique qu'il est improbable que le panchen-lama « ait fait des remontrances au dalaï-lama, son ainé de surcroît ! ».

### Dalaï-lama
Réagissant aux événements de la nuit du 8 au 9 mars 1989, le 14e dalaï-lama déclare qu'« Aucune répression, même brutale et violente, ne peut étouffer la voix de la liberté et de la justice. Pour les Tibétains, s'engager sur le chemin de la lutte armée serait suicidaire. Il serait très facile aux Chinois de riposter avec brutalité. Même sous le feu des mitrailleuses, les manifestants ne doivent jamais prendre les armes, car une telle attitude est beaucoup plus difficile à maîtriser par Pékin. Je crains fort que Lhassa n'en vienne à ressembler à un abattoir ».

### Communauté européenne
Selon Pierre-Antoine Donnet, correspondant de l’AFP à Pékin de 1984 à 1989, le Parlement européen vote le 16 mars 1989  une résolution déplorant la « répression brutale » au Tibet. Quelques jours plus tard, à Pékin, Martin Bangemann, vice-président de la Commission des Communautés européennes, fait part à Wu Xueqian, vice-premier ministre chinois, de « l'émotion » de la Communauté « devant les pertes de vies humaines », espérant que cela ne se répéterait pas.

## Articles de presse et livres
Articles de presse
- (en) David Watts, Lhasa Parades 'Convicts' to Forestall Unrest, The Times, September 29, 1988
- (en) Patrick Lescot, Police Presence Discourages Tibet Demonstrations, AFP, October 3, 1988
- (en) Tibetan Patriots Stress National Unity, Radio Lhasa, December 13, 1988
- (en) Daniel Southerland, Tibetan Monks Clash With Police, The Washington Post, November 1, 1988
- (en) David Holley, Tibet's Hunger to be Free Symbolized by Dalai Lama, Los Angeles Times, January 21, 1989
- (en) Nationalities Minister Criticizes Separatism, People's Daily (Renmin Ribao), February 22, 1989
- (en) Eyewitness Cited on 'Riots', China News (Zhongguo Xinwen She), March 6, 1989
- (en) Comment on Martial Law, Xinhua, March 21, 1989
- (en) Tibet-based officer on Lhasa riots and martial law, China News (Zhongguo Xinwen She), March 23, 1989

Livres
- Jean-Paul Ribes, Pierre-Antoine Donnet et Guy Privat, Tibet : des journalistes témoignent, L'Harmattan, 1992, 191 p. (voir p.  27, témoignage de Guy Dinmore, et p. 175, Le Tibet depuis 1990, Robert Barnett).
- Steve Lehman, Robert Barnett, Les Tibétains en lutte pour leur survie, préface de Jean-Paul Ribes, Paris, Hoëbeke, 1999, 200 p.  (ISBN 2842300858)
- Robert Barnett in Le Tibet est-il chinois ? de Anne-Marie Blondeau et Katia Buffetrille, 2002, Albin Michel, coll. Sciences des religions  (ISBN 2226134263), (dernier chapitre de l'ouvrage)
- (en) Ronald D. Schwartz, Circle of protest: political ritual in the Tibetan uprising, C. Hurst & Co. Publishers, 1994, 263 p.